# 荷叶金蟾
大蛤蟆又名大金蟾、復興蟾，是中国浙江省慈溪市收藏家郭永尧设计的藝術品，也是亚洲地区首只巨型充气蛤蟆（蟾蜍）。该作品以创作人郭永尧设计的另一款作品——红木贴金《大金蟾》为蓝本，作者称灵感来自于中国古代诸多蟾蜍传说以及上林湖水库出土的中国国家一级文物越窑三脚蟾。这只大蛤蟆身高22米、宽21米、长28米、底部直径34米，总共使用550个特制涂层布裁片制成。身体肥硕呈金黄色，眼睛黑色浑圆，耗资800多万元人民币。
于2014年7月19日在北京玉渊潭公园展出，但遭到部分遊人和網民劣評，一些网民将该作品与前中共中央总书记江泽民联系到一起，之后报道这只大蛤蟆的部分中国媒体的相关新闻和评论遭到删除。

## 创作展出
大蛤蟆创作者郭永尧是一位有20多年收藏史的收藏家，自2013年荷兰籍艺术大师的作品大黄鸭亮相香港后，来自中国浙江的郭永尧便诞生了设计大蛤蟆的计划，大蛤蟆的制作难度是大黄鸭的3倍，蛤蟆的脸部表情是最难制作的地方，单脸部就花费了2个月才完成。 2014年7月19日，大蛤蟆以“圆中国梦·观复兴蟾——大型文化艺术公益巡展活动”的名义正式在北京玉渊潭公园展出。。

## 社会反响
大蛤蟆展出后有网民称大蛤蟆“雷人”、“毁三观”、“太丑了”。一些社交网站上，网民拿这只大蛤蟆与中国前最高领导人江泽民比照，稱大蛤蟆的樣子很像江澤民，也有网民讽刺大蛤蟆徒具外表，并发表七言绝句：「庞哉大也靠吹充，五脏皆无腹内空。独踞湖中如霸主，焉能吞噬一蚊虫？」。新华社等媒体网站随后将相关新闻悉数删除。新浪微博亦删除相关博文，并一度禁止搜索相關信息，在搜索页顯示“未找到相關搜索結果”。

## 参看
- 大黄鸭
- 江泽民
- 膜蛤文化